# Gibina, Sveti Andraž v Slovenskih goricah
Gibina este o localitate din comuna Sveti Andraž v Slovenskih goricah, Slovenia, cu o populație de 85 de locuitori.